# جورج ليرد شوب
جورج ليرد شوب (بالإنجليزية: George Laird Shoup)‏ (15 يونيو 1836 - 21 ديسمبر 1904) كان أول حاكم لولاية إيداهو في الولايات المتحدة الأمريكية. ولد في مدينة كيتاننج ،بنسلفانيا، الولايات المتحدة، وتطوع للعمل في جيش الإتحاد خلال فترة الحرب الأهلية حتى تمت ترقيته إلى رتبة مقدم. وساعد في تأسيس مدينة سالمون، بولاية إيداهو، في عام 1866، وحقق نجاحًا في التجارة هناك. وعمل في الجمعية التشريعية الإقليمية وعينه الرئيس بنجامين هاريسون حاكمًا إقليميًا. ولدى انضمام ولاية إيداهو للاتحاد الأمريكي عام 1890 تم اختيار شوب حاكمًا لها، غير أنه قدم استقالته وفضَّل العمل نائبًا جمهوريًا في مجلس الشيوخ الأمريكي من عام 1890 إلى 1901.